# Club Med 2
Club Med 2 – pięciomasztowy żaglowiec z komputerowo sterowanymi masztami. Właścicielem i operatorem tego wycieczkowca jest francuska firma Club Med. Łączy moc siedmiu automatycznych żagli z czterema generatorami Diesla i dwoma silnikami elektrycznymi.

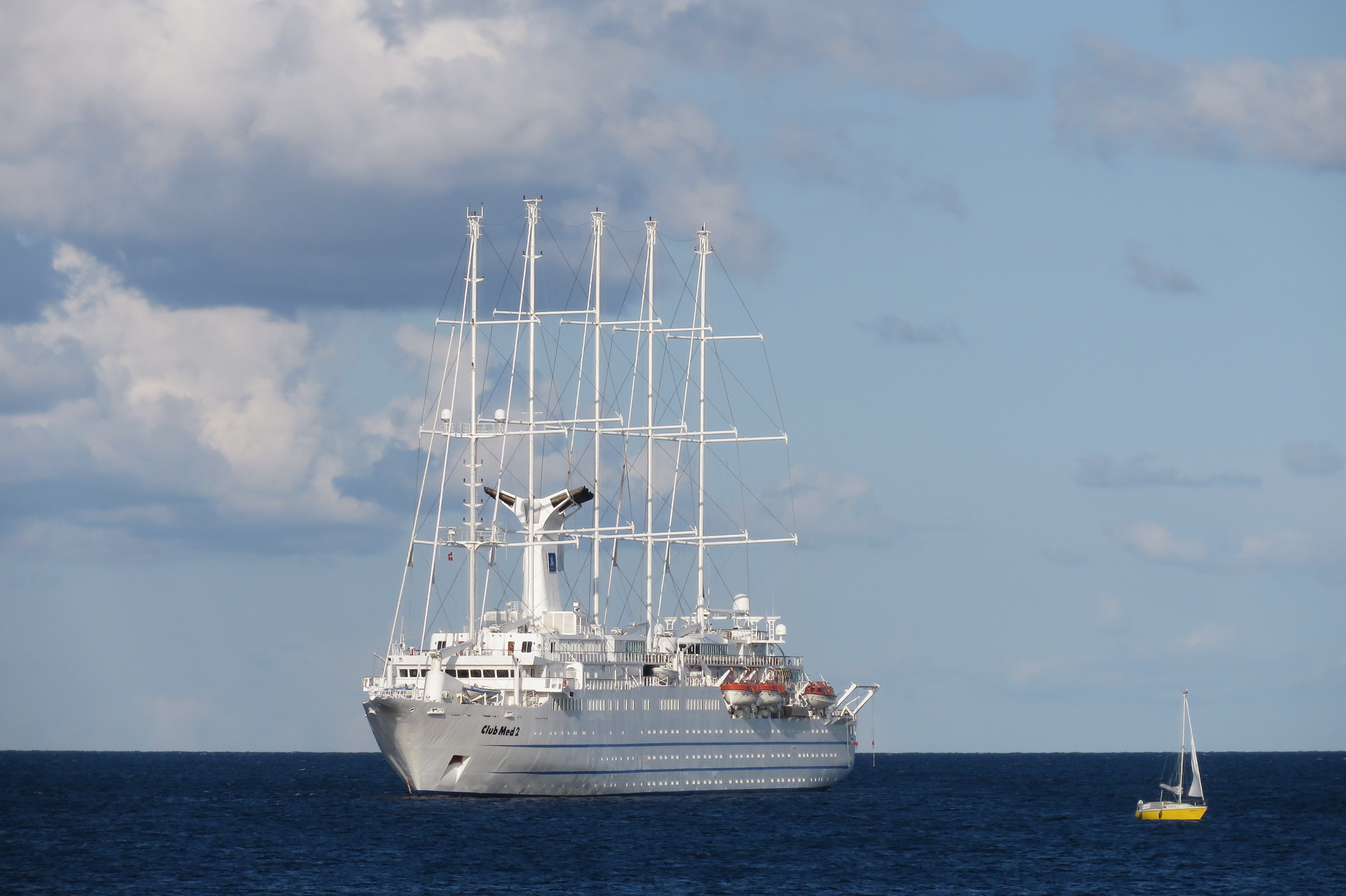
Club Med 2

Budowa Club Med 2 została zlecona w 1992 w Le Havre, Francja. Siostrzany statek Club Med 1 został w tym czasie sprzedany Windstar Cruises, a nazwa zmieniona na msy Wind Surf.
Jest to jeden z największych żaglowców świata mieszczący do 386 pasażerów i 214 członków załogi. W czasie letnim żegluje po morzu śródziemnym, bałtyku oraz fiordach norweskich, natomiast zimą przepływa na karaiby. Wycieczki transatlantyckie odbywają się na przełomie sezonów. Dzięki swojej stosunkowo nie wielkim rozmiarom, jak na wycieczkowiec, może zawijać do wielu ciekawych małych portów, do których duże statki nie mają dostępu.
Zazwyczaj statek rusza przy zachodzie słońca, płynie w ciągu nocy, przybijając codziennie rano do nowego portu. Wyjątkową cechą Club Med 2 jest jego otwierana rufa, gdzie znajduje się centrum sportów wodnych oferujące: windsurfing, żagle, narty wodne i wakeboard, kajaki, snorkeling.

## Historia
Statek był wzorowany na mniejszyh statkach Windstar Cruises: 5,350-ton, 148-pasażerów Wind Star, Wind Spirit oraz Wind Song. Wszystkie zostały wybudowane przez Société Nouvelle des Ateliers et Chantiers du Havre we Francji.